# Hadrodactylus paludicola
Hadrodactylus paludicola  (лат.) — вид мелких наездников—ихневмонид (Ichneumonidae) рода Hadrodactylus из подсемейства Ctenopelmatinae. Палеарктика: Западная Европа, Россия (в том числе, Ленинградская область, Иркутская область, Сахалин и др.). Птеростигма коричневая. Ноги красные. 1-й тергит брюшка у самок удлинённый (длина в 3—5 раз больше своей ширины), клипеус грубо пунктирован, в переднем крыле есть зеркальце. Паразитируют на пилильщиках вида Dolerus eversmanni трибы Dolerini из семейства Tenthredinidae.
Вид был впервые описан в 1856 году шведским энтомологом А. Э. Холмгреном (August Emil Holmgren; 1829—1888), а его валидный статус подтверждён в 2011 году российским гименоптерологом Дмитрием Рафаэлевичем Каспаряном.